# 王庄镇 (肥城市)
王庄镇，是中华人民共和国山東省泰安市肥城市下辖的一个乡镇级行政单位。

## 行政区划
王庄镇下辖以下地区：
张庄村、王庄村、海子村、郭庄村、雷庄村、花园村、西徐村、杏头村、姜刘村、田庄村、魏坊村、郭辛村、演南村、演北村、东孔村、西孔村、西刘庄村、白屯村、项屯村、草寺村、郝庄村、尚西村、尚东村、东尚村、闫屯村、李井村、前于村、中于村、后于村、五里屯村、南尚西村、南尚东村、孝堂峪村、尚任屯村、阴山前村、东徐村、北尚任村、小辛村、邓庄村、吴庄村、西焦村、东焦村、仁庄村、小张村、王场村、郭场村、张场村、于桃村、项山头村、阳谷洞村、李山头村、太平村和姜庄村。

## 人口
2010年中国第六次人口普查时，王庄镇共有人口52339人。共有家庭15813户，平均每户3.28人。14岁以下的少年儿童共7929人，占总人口15.14%；15-64岁人口共38976人，占总人口74.46%；65岁及以上的老年人共5434人，占总人口的10.38%。男性共计25701人，占总人口49.10%；女性共计26638人，占总人口50.89%。本地居住的人口中，拥有本地户籍的人口为51669人，占98.71%。